# Diego López Pacheco
Diego López de Pacheco Cabrera y Bobadilla (1599 Castille-La Manche - 1653 Pampelune) est le vice-roi de la Nouvelle-Espagne du 28 août 1640 au 10 juin 1642.